# Мерцедес-Бенц GLK-класа
„Мерцедес-Бенц GLК-класа“ (Mercedes-Benz GLК-Klasse) е модел компактни автомобили с повишена проходимост (сегмент J) на германската компания „Мерцедес-Бенц“, произвеждан от 2008 до 2015 година. 
Наследен е от модела „Мерцедес-Бенц GLC-класа“ и е базиран на платформата на модела „C-класа“.

## История
Официално е представен на автомобилното изложение в Пекин, Китай през пролетта на 2008 г. и е пуснат в продажба през есента на същата година. Абревиатурата GLK означава Geländewagen Luxus Kompaktklasse, името му произлиза от по-голямата GL-класа, която на свой ред носи названието си от G-класата. Така че GL е луксозно ориентираната версия на G-класата, а GLK е компактната версия на GL-класата.
Външният дизайн е взет от класическия модел „Мерцедес-Бенц G-класа“. Основната характеристика на GLK-класата е класическата квадратна форма на каросерията със сравнително изправено предно стъкло и почти вертикална задна врата. Въпреки квадратната форма на каросерията коефициентът на съпротивление е сравнително нисък – 0,34.
През 2010 г. резултати от краштестовете от фирмата Euro NCAP показват, че GLK-класата получава максималните пет звезди за безопасност.
По време на автомобилното изложение в Ню Йорк през април 2012 година е въведена версия с нов дизайн. Фейслифтът на GLK-класата представлява променени брони с малко по-заоблени линии. Предните и задните светлини са променени и се въвеждат LED светлини (Mercedes-Benz Intelligent Light System). Решетката на радиатора също е променена, а интериорът се отличава с обновено контролно табло и нови кръгли вентилационни отвори. Новият дизайн на GLK-класата разполага с пет двигателя – четири с дизелов и един с бензинов двигател, а именно 2.1′ дизелови (143, 170 и 204 к.с.), 3.0' (265 к.с.) и 3.5' бензинов (306 к.с.).
Преди фейслифта GLK-класата е със следните бензинови двигатели – 3.0 (231 к.с.), 3.5' (272 и 306 к.с.), както и дизеловите 2.1' (143, 170 и 204 к.с.) и 3.0' (224 и 231 к.с.).